# Issam Abdallah
Issam Abdallah (1986, Khiam – 13. října 2023, Aalma ech Chaab) byl libanonský videožurnalista a fotograf pracující pro Reuters, který byl zabit raketou Izraelských obranných sil (IDF) v jižním Libanonu dne 13. října 2023 při zpravodajství v souvislosti s válkou mezi Izraelem a Hamásem.

## Životopis
Abdalláh začal poskytovat agentuře Reuters záběry v roce 2007, kdy během studia na univerzitě pracoval na volné noze. Abdalláh nosil videokameru a fotoaparát pro statické fotografie, všude s sebou. Nejprve poskytoval záběry vnitrolibanonských konfliktů.
Abdalláh informoval o syrské občanské válce, rusko-ukrajinské válce a dalších konfliktech. V roce 2020 byl nominován na videožurnalistu roku agentury Reuters za zpravodajství o výbuchu v Bejrútu. Poskytl světovému tisku jeden z prvních a nejsilnějších obrázků katastrofy. Abdalláh byl součástí většího týmu, který v roce 2022 získal cenu za zpravodajství o rusko-ukrajinské válce.
Abdalláh a další novináři informovali o úderech Hizballáhu a IDF v jižním Libanonu poblíž Aalma ech Chaab. Skupinu zasáhla střela nebo granát a Abdalláh byl zabit. Šest dalších novinářů ze zpravodajských agentur, včetně Reuters, fotografka Christina Assi a videožurnalista Dylan Collins z Agence France-Presse (AFP), stejně jako novinář z televizní stanice Al-Džazíra, byli zraněni, někteří vážně. Libanonská armáda uvedla, že IDF odpálila raketu, která zabila Abdalláha. Další reportér agentury Reuters na místě uvedl, že Abdalláha zabily projektily vypálené ze směru od Izraele.
Abdalláh byl pohřben 14. října 2023 ve svém rodném městě Khiam v jižním Libanonu vedle svého otce, který zemřel před rokem. Novináři položili na hrob své kamery, aby uctili jeho památku.

## Okolnosti izraelského útoku
Podle organizace Amnesty International natáčela 13. října 2023 asi 1 km od libanonsko-izraelské hranice skupina sedmi novinářů z Reuters, Al-Džazíry a AFP. Novináři měli neprůstřelné vesty označené PRESS a vůz agentury Reuters byl označen žlutou páskou na kapotě „TV“. Skupina se nacházela na kopci na otevřeném prostranství bez porostu stromů nebo budov, které by je zakrývaly před blízkými izraelskými vojenskými základnami. Nad jejich hlavami hlídkovaly drony a izraelský vrtulník. Podle organizace Human Rights Watch šlo o „zjevně záměrný útok na civilisty, což je válečný zločin“.

## Reakce
Mluvčí izraelské armády Richard Hecht o Abdalláhově smrti řekl: „Je nám to velmi líto“, ale nepotvrdil, že novináře zasáhly izraelské střely.
Michael Downey, novinář, který pracuje pro The New York Times a British Broadcasting Corporation (BBC), okomentoval video pořízené krátce před incidentem: „Žádný varovný výstřel, bylo to úmyslné“.
„Tanková střela je zasáhla přímo,“ řekl zpravodaj Al-Džazíry Ali Hashem z Alma al-Shaab a dodal, že tým reportérů byl jasně označen jako tisk.
Libanon podal formální stížnost Radě bezpečnosti OSN na Abdalláhovo zabití na jeho území. Podle státních médií. V Libanonu se předpokládá, že šlo o úmyslné zabití. Zástupce Izraele při OSN zdůraznil, že Izrael nikdy nechce ublížovat novinářům, ale ve válce se „může stát cokoliv“.
Agentura Agence France-Presse (AFP) vyzvala izraelské a libanonské úřady, aby „provedly komplexní vyšetřování s cílem určit okolnosti a odpovědnost za střelbu podél jejich hranice, která zabila a zranila novináře během výkonu jejich práce.